# 固定結合

細胞接着の図。2つの細胞が接着する部分を固定結合の1つ接着結合（アドヘレンスジャンクション）で示した。細胞膜裏打ちタンパク質（カテニン、ビンキュリン、α-アクチニンなど）と細胞骨格・アクチンフィラメントが接着を細胞の内側から支える。

固定結合（こていけつごう、英: anchoring junction）は、脊椎動物に3つある細胞結合（cell junction）の1つで、いろいろな動物組織に存在し、「細胞接着」の代表格である。

## 概要
多細胞生物では、血液細胞などの浮遊細胞を除くすべての細胞は、他の細胞あるいは細胞外マトリックスに結合し組織や器官を形成している。生物は、細胞結合を担ういくつかの仕組み（と同時に、それを担う分子）を獲得したことで、単細胞生物から多細胞生物へと進化することができた。しかし、この結合は単に「のり」として細胞を「くっつける」だけではない。1つ1つの細胞が全体の中で機能的に活動できるように、細胞は、細胞結合を通して、外部（他の細胞、細胞外マトリックス）とコミュニケーションするシステムも獲得した。そうでなければ、生物にとって、多細胞体制を構築するありがたみはあまりなかっただろう。
細胞結合（cell junction）では、細胞は、結合する装置として、結合部位に特殊な構造（結合装置）を形成する。固定結合（anchoring junction）でも例外ではない。固定結合では、 接着帯（adhesion belt）や 接着斑（focal adhesion）がある。結合装置では、細胞膜にある細胞接着タンパク質（カドヘリン、インテグリンなど）が接着部位に集まる。細胞外では、他の細胞、あるいは、細胞外マトリックス（基質）に結合する。一方、細部内では、細胞膜裏打ちタンパク質（カテニン、ビンキュリン、α-アクチニンなど）と細胞骨格に結合する。細胞の内側から弾力性の細胞骨格が固定結合を支えることで，組織や器官にかかる機械的なストレスに対応できる。細胞の形は機械的なストレスに抵抗しつつもフレキシブルに変形し、機械的ストレスがなくなれば、元に戻る。細胞がひっぱられても、細胞表面に斑点状に形成された結合装置がちぎれたり、引っこ抜けたりしない。そのため、細胞結合は心臓や皮膚の細胞に多い。また，細胞外部からのシグナルを受容して、物理的な変化（細胞の移動、細胞形態の変化など）や化学的な変化（細胞内情報伝達など）をすることが可能となる。

## 種類
固定結合(anchoring junction)は、結合装置を細胞の内側から支える細胞骨格の種類で2つに分類できる。この2種類の固定結合は，それぞれ細胞－細胞間接着と細胞－基質間接着に細分化される。介在膜タンパク質はカドヘリンとインテグリンである。
| 固定結合                               | 細胞骨格             | 介在膜タンパク質 | タイプ     | 結合装置                 |
| -------------------------------------- | -------------------- | ---------------- | ---------- | ------------------------ |
| 接着結合（アドヘレンスジャンクション） | アクチンフィラメント | カドヘリン       | 細胞－細胞 | 接着帯（adhesion belt）  |
| 接着結合（アドヘレンスジャンクション） | アクチンフィラメント | インテグリン     | 細胞－基質 | 接着斑（focal adhesion） |
| デスモソーム                           | 中間径フィラメント   | カドヘリン       | 細胞－細胞 |                          |
| ヘミデスモソーム                       | 中間径フィラメント   | インテグリン     | 細胞－基質 |                          |

なお、細胞骨格は3種類あるが、3種類目の微小管は、固定結合に関与していない。
固定結合(anchoring junction)を、細胞骨格の特性から考えると、アクチンフィラメントは重合・脱重合しやすいので、接着結合（アドヘレンスジャンクション）は細胞のダイナミックな活動に適している。一方、中間径フィラメントは重合・脱重合しにくいので、デスモソーム・ヘミデスモソームは細胞のより安定した接着や結合を担うのに適している。

## 病気
ピンポイントで特定の病気の原因とは指摘できてないが、いろいろな組織・器官の形成異常に関係していると想定される。また、がん細胞の転移はがん組織からのがん細胞が細胞結合を切り、体内を動き、再び特定の組織・器官に接着することから、固定結合（少なくとも細胞結合）が関与していると想定される。